# Richilde (nome)
Richilde  è un nome proprio di persona italiano femminile.

## Varianti
- Femminili: Richilda[1][2]

### Varianti in altre lingue
- Germanico: Richildis[3], Richhilt[3], Richeldis[3], Rikildis[3]
- Medio inglese: Richilda[4], Richilde[4], Richolda[4]
- Latino: Richilda[2]

## Origine e diffusione
Deriva dal nome germanico Richildis, composto da rîch o ricja ("potente", "signore") e hild o hilti ("battaglia"). Entrambi gli elementi sono ben diffusi nell'onomastica germanica: il primo si trova ad esempio in Riccardo, Enrico, Manrico e Federico, il secondo in Ildegarda, Ildefonso, Brunilde, Matilde e Crimilde.
Il nome, rarissimo in Italia, è attestato sporadicamente solo nel Reggiano, forse un riflesso della notorietà storica della famiglia Canossa, che contò tra i suoi membri alcune donne così chiamate.

## Onomastico
Non esistono sante con questo nome, che quindi è adespota; l'onomastico può essere festeggiato in occasione di Ognissanti, il 1º novembre.

## Persone

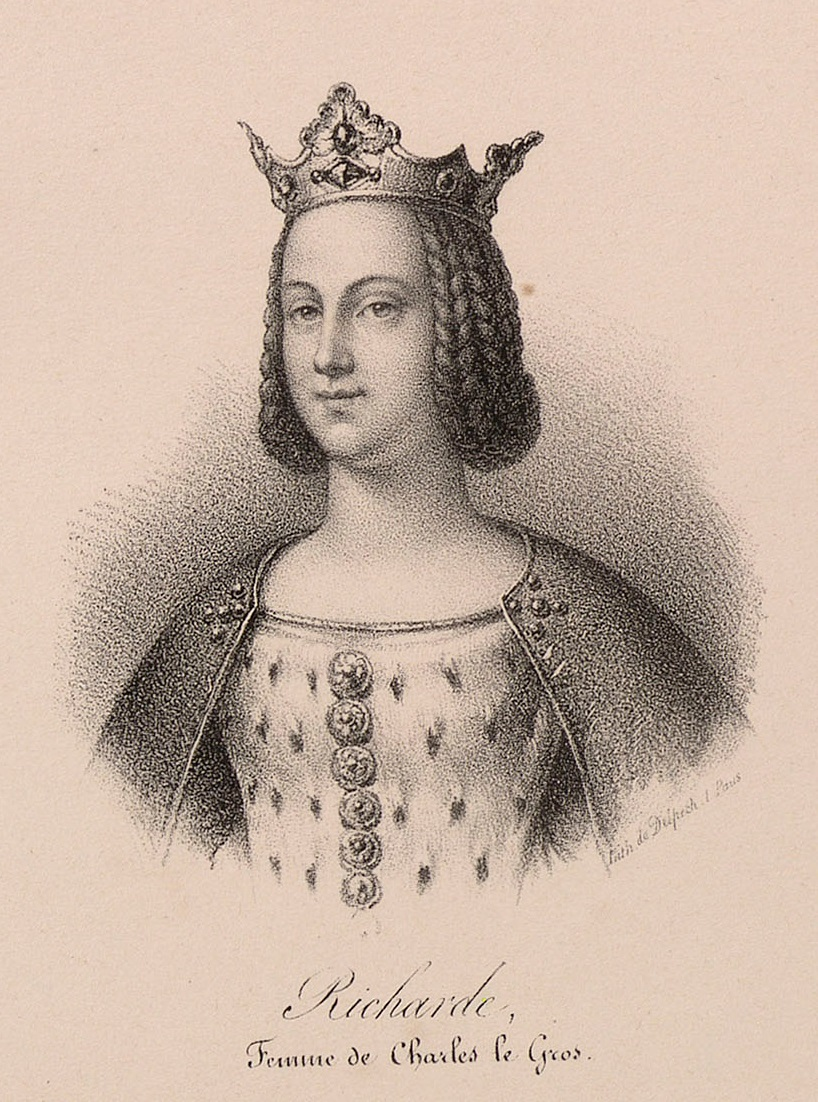
Richilde di Provenza

- Richilde di Bliesgau, duchessa consorte dell'Alta Lotaringia
- Richilde di Hainaut, contessa di Hainaut
- Richilde di Provenza, seconda moglie del Sacro Romano Imperatore Carlo il Calvo
- Richilde di Toscana, marchesa consorte di Toscana
- Richilde Pedroni, ereditiera italiana, antenata dei Gonzaga

### Variante Richilda
- Richilda Ramberti, signora consorte di Mantova